# Комитас
Комита́с (арм. Կոմիտաս), настоящее имя Согомо́н Гево́ргович Согомоня́н (арм. Սողոմոն Գևորգի Սողոմոնյան; 26 сентября [8 октября] 1869 (по данным некоторых энциклопедий 26 сентября либо 8 октября), Кютахья, Османская империя — 22 октября 1935, Вильжюиф, Франция) — армянский композитор, музыковед, фольклорист, певец, хоровой дирижёр, священнослужитель Армянской церкви (вардапет). Благодаря трудам Комитаса, его научным исследованиям, усилиям по сохранению музыкального наследия и собственным музыкальным композициям, он стал источником большого вдохновения для армянских музыкантов и представителей других творческих профессий.

## Биография
Согомон Согомонян родился 26 сентября (8 октября) 1869 года в Кютахье (арм. Կուտինա), в музыкальной семье Геворка Согомоняна и Тагуи Ованнисян. Родители были одаренными певцами и композиторами, которыми восхищался весь город. Рано став сиротой (мать умерла в 1870, а отец в 1880 году), воспитывался бабушкой со стороны отца.
В 1881 году произошло событие, которое навсегда изменило его жизнь. Священник Геворг Дерцакян должен был по просьбе католикоса Геворга IV привезти в Эчмиадзин мальчика-сироту для учёбы в Эчмиадзинской духовной семинарии. Из 20 сирот был выбран Согомон. 1 октября он был представлен католикосу, который заговорил с ним по-армянски, но мальчик ответил католикосу: «Я не говорю по-армянски, если хотите — спою». Когда Согомон начал петь «Луйс зварт», то заметил, как католикос плачет. Своим красивым сопрано он спел армянский шаракан (духовный гимн). Благодаря исключительным способностям Согомон за короткое время свободно овладел армянским языком.
В 1890 году Согомон посвящается в сан монаха. В 1893 он завершает обучение в семинарии, затем принимает сан священника и имя католикоса Комитаса — выдающегося поэта VII века, автора шараканов. В семинарии Комитас назначается учителем музыки. Параллельно с преподаванием Комитас создает хор, оркестр народных инструментов, делает обработки народных песен, пишет первые исследования об армянской церковной музыке.
В 1895 году Комитас принимает духовный сан архимандрита. Осенью того же года уезжает в Тифлис, учиться в музыкальном училище. Но, встретившись с композитором Макаром Екмаляном, получившим образование в Петербургской консерватории, меняет свои намерения и изучает у последнего курс гармонии. Эти занятия стали своеобразной предтечей и крепкой основой для овладения европейской техникой композиции.
Дальнейшие события жизни Комитаса были связаны с крупным музыкальным центром Европы — Берлином, куда он уехал учиться по протекции католикоса, получая финансирование от крупнейшего армянского нефтяного магната Александра Манташяна. Комитас поступает в частную консерваторию профессора Рихарда Шмидта. Параллельно с занятиями в консерватории Комитас также посещает императорский университет Берлина — лекции по философии, эстетике, общей истории и истории музыки. В годы учёбы он имел возможность изучать европейскую музыку — ещё более обогащая запас знаний, заниматься музыкально-критической деятельностью. По приглашению Международного музыкального общества он провел лекции, посвящённые армянской церковной и светской музыке в сравнении с турецкой, арабской и курдской музыкой.
В сентябре 1899 года Комитас возвращается в Эчмиадзин и разворачивает свою музыкальную деятельность. В короткое время он в корне меняет систему преподавания музыки в семинарии (среди его учеников известный композитор Спиридон Меликян), создаёт небольшой оркестр, доводит до совершенства исполнительский уровень хора. Он обходит разные районы Армении, записывая тысячи армянских, курдских, персидских и турецких песен, создает обработки песен. Серьёзно занимается также научно-исследовательской работой, изучает армянские народные и духовные мелодии, работает над расшифровкой армянских хазов, над теорией гласов. Комитас в разных странах мира выступал как исполнитель и пропагандист армянской музыки. Композитор начинает задумываться и над большими, монументальными музыкальными формами. Намеревается создать музыкальный эпос «Сасна црер» и продолжает работу над оперой «Ануш», которую начал ещё в 1904 году.
1 декабря 1907 года Комитас дал один из своих первых концертов, организованных Армянским обществом Парижа. Именно здесь он представил армянскую музыку и нотацию французскому музыкальному миру. Концерт был описан в журнале «Le Mercure Musicale», а вскоре после этого он начал получать множество приглашений выступить из Европы и Малой Азии. В Берлине Комитас стал одним из основателей Международного музыкального общества, будучи в котором он читал лекцию «Армянская священная и светская музыка» в берлинской консерватории Клиндворта — Шарвенки. После этого Комитас был приглашен представить свой доклад в парижский научный центр — Практическую школу высших исследований (École des Hautes Études).
Он сосредоточивает своё внимание на темах, касающихся народного музыкального творчества, раскрывает содержание народных песен. Величайшие музыкальные достижения Комитаса были реализованы им в 1904—1914 годах. В течение этих лет он путешествовал по армянским деревням современных Армении и Турции, наблюдая и слушая местных жителей, он записал более 4000 крестьянских песен, которые большей частью были потеряны во время геноцида армян. Из всех записанных им песен после резни армян сохранилось и дошло до наших дней лишь 1500 произведений. Комитаса больше всего интересовало развитие народных песен. Он считал, что душу народа можно увидеть и понять лишь тогда, когда люди танцуют. В его понимании ритм и движение давали представление о народе и о том, что он пережил, а песня показывала интонацию языка. Как полагал Комитас, все они, когда объединяются, показывают истинную сущность людей.
Стремление Комитаса к музыкальной педагогике не понравилось католикосу всех армян, который счёл, что Комитас использовал церковную музыку для неправильных целей. В результате этого Комитас, не желая приносить в жертву свою работу, отказался от титула рукоположённого епископа. В 1910 году Комитас оставляет Эчмиадзин и уезжает в Константинополь.
Он думал, что там найдет такую среду, которая поймет, защитит и поощрит его деятельность, и он сможет претворить свои мечты в реальность. Комитас хотел создать национальную консерваторию, с которой связывал дальнейшую музыкальную судьбу своего народа. Но композитору не удается осуществить это предприятие. Его вдохновенные идеи встречали лишь холодное безразличие местных властей.

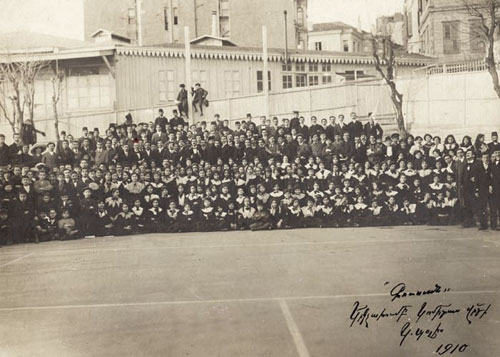
Хор «Гусан» (фото 1910 г.).

В Константинополе Комитас организовал смешанный хор из 300 человек, назвав его «Гусан». Последний пользовался большой популярностью. В его концертной программе основное место принадлежало армянским народным песням. Комитас часто проводил своё время в поездках с докладами и лекциями, выступая в своих концертах как солист и дирижёр. Композитор превосходно владел флейтой и фортепиано. Он был одарён большой силой воздействия на своих слушателей.
Искусством Комитаса были покорены известные музыканты: Венсан д’Энди, Габриэль Форе, Камиль Сен-Санс. В 1906 году после одного из концертов выдающийся французский композитор Клод Дебюсси взволновано воскликнул: «Гениальный отец Комитас! Преклоняюсь перед Вашим музыкальным гением!» В Константинополе Комитас не нашёл бескорыстных единомышленников, которые помогли бы осуществить его планы. Более того: если в Эчмиадзине он был со своим родным народом, был близок к его быту и искусству, то в Константинополе он был лишён и этого. Тем не менее, он продолжал напряженно работать. Особое внимание уделяет Комитас созданию духовных произведений. В этой сфере его шедевр — «Патараг» («Литургия»), написанный для мужского хора.
Не менее важной областью было для него и музыковедение. В Париже на конференции Международного музыкального общества он читает два доклада: «Армянская народная музыка» и «О старой и новой нотописи армянской духовной музыки», которые вызвали большой интерес среди участников конференции. Комитасу предлагается также прочесть дополнительный доклад на тему «О времени, месте, акцентуации и ритме армянской музыки».
В период 1-й мировой войны правительство младотурок начало осуществлять свою программу по жестокому и бесчеловечному уничтожению армянского народа. 24 апреля 1915 года в день, который теперь считается началом геноцида армян в Константинополе вместе с целым рядом выдающихся армянских писателей, публицистов, врачей, юристов был арестован и Комитас. После ареста, сопровождаемого насилием, он был сослан вглубь Анатолии в Чанкыры. Путь в переполненном вагоне был мучителен, Комитас и его спутники ждали смерти в конце пути. Он стал свидетелем зверского уничтожения армян. Благодаря вмешательству влиятельных османских интеллектуалов Комитас вместе с группой известных культурных деятелей армян был возвращён в Константинополь. Но пережитый кошмар оставил глубокий, неизгладимый отпечаток в его душе. Комитас уединился от внешнего мира, укрылся в своих мрачных и тяжёлых думах — сломленный и печальный.
В 1916 году здоровье Комитаса ухудшилось, и его поместили в психиатрическую клинику. Однако не было никакой надежды на выздоровление. Медицина оказалась бессильной перед губительной болезнью. Гений армянской музыки нашёл своё последнее пристанище под Парижем, в лечебнице городка Вильжюиф, проведя там почти 20 лет.
22 октября 1935 года Комитас скончался от инфекционного воспаления.
Весной 1936 года его прах был перевезён в Армению и предан земле в Ереване. Сегодня Комитас покоится в Пантеоне деятелей культуры.

## Наследие
Трагической была судьба творческого наследия Комитаса. Большинство его рукописей были уничтожены после ареста в 1915 г. или утрачены.
Существенный вклад в сохранение музыкального наследия Комитаса внёс армянский композитор Мушег Агаян, которым были расшифрованы свыше 100 песен Комитаса.
По словам Католикоса всех армян Вазгена Первого: «Армянский народ в песне Комитаса нашёл и узнал свою душу, своё духовное „я“. Комитас Вардапет — начало, не имеющее конца. Он должен жить армянским народом, и народ должен жить им, отныне и навсегда».

## Память

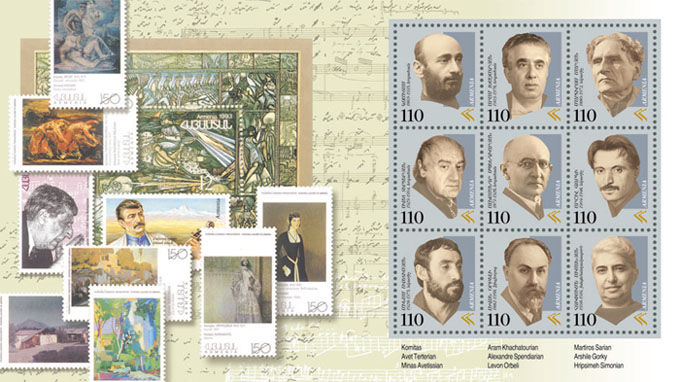
Армянские композиторы, художники и ученые на почтовой марке Армении: Комитас, Хачатурян, Сарьян, Тертерян, Спендиарян, Горки, Аветисян, Орбели, Симонян

### Музеи
- В 2015 году в Ереване открылся Музей-институт Комитаса.

### Памятники
- В 1955 году на могиле Комитаса был установлен памятник композитору работы скульптора Ара Арутюняна (Пантеон имени Комитаса).
- В 1988 году был установлен памятник Комитасу в сквере Ереванской консерватории работы скульптора Ара Арутюняна.
- В 2003 году был установлен памятник Комитасу в Париже по адресу Cours Albert 1, в сквере сад «Ереван».
- В 2008 году был установлен монумент Комитасу в городе Квебек, посвящённый всем жертвам геноцида армян.
- В 2015 году в Петербурге в Камском саду на Камской улице был открыт памятник Комитасу (скульптор Л. Бейбутян, архитектор М. Атоянц)[7].

### Топонимика
- Центральная площадь города Эчмиадзина названа в честь Комитаса.
- Его именем назван один из главных проспектов Еревана.
- Сквер имени Комитаса в Париже.

### Объекты, названные в честь Комитаса
- Именем Комитаса названа Ереванская государственная консерватория.
- Имя Комитаса носит один из лучших концертных залов Еревана — Дом камерной музыки.
- Созданный в 1924 году российско-армянский струнный квартет студентов Московской консерватории был в 1932 году назван именем Комитаса (Квартет имени Комитаса).
- В 1996 году в Ереване открылось специализированное музыкальное издательство «Комитас».

### В литературе

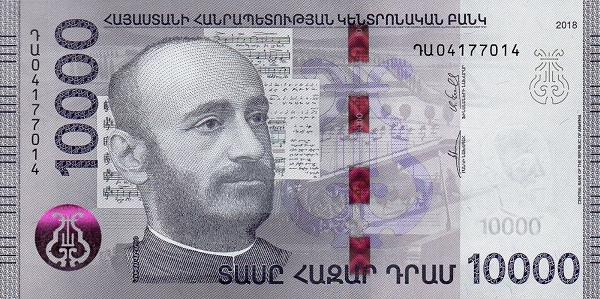
Портрет Комитаса на банкноте номиналом 10000 армянских драм (2018)

- В 1959 году известным поэтом А. Тарковским написано стихотворение «Комитас».
- В 1959 году была опубликована поэма «Несмолкающая колокольня» Паруйра Севака, центральной фигурой которой является Комитас.
- Упоминается в трилогии "Манюня" Наринэ Абгарян

### В музыке
- В 1969 году композитор Григор Ахинян написал поэму-рапсодию «Комитас».

### В кино
- В 1989 году Дон Аскарян снял художественный фильм «Комитас» о судьбе композитора.
- В 2014 году Дэвид Роберт Дэраниан снял документальный фильм о Комитасе «Music to Madness: The Story of Komitas».

### Филателия
- В 1969 году была выпущена почтовая марка СССР, посвященная Комитасу.
- В 2000 году была выпущена почтовая марка Армении, посвященная Комитасу.
- В 2019 году была выпущена почтовая марка Армении, посвященная 150-летию со дня рождения Комитаса

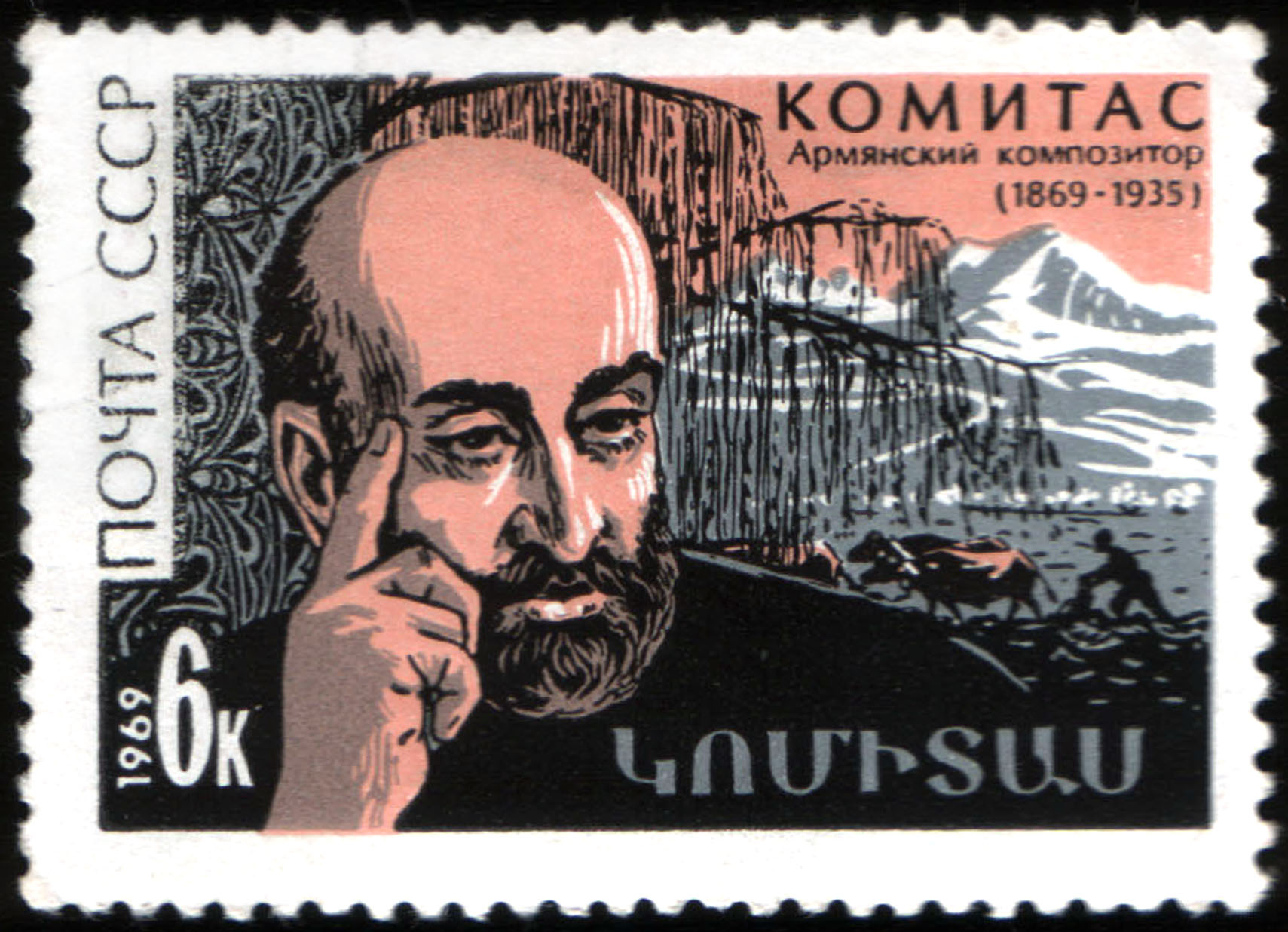
Почтовая марка СССР (1969)
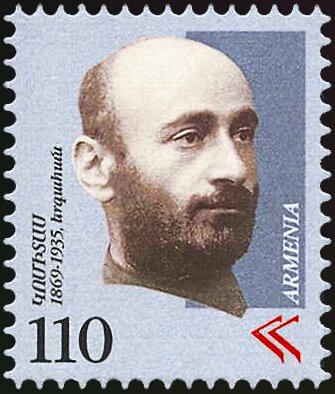
Почтовая марка Армении (2000)
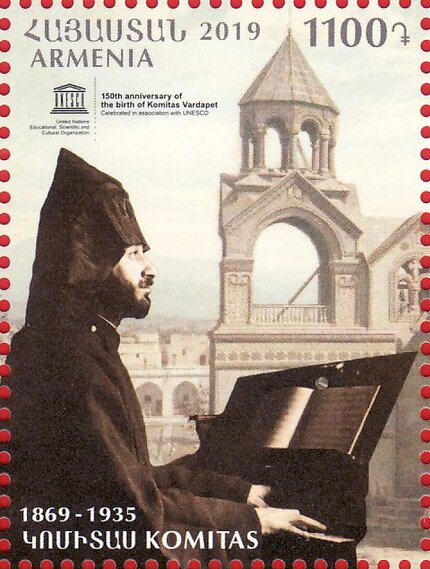
Почтовая марка Армении (2019)
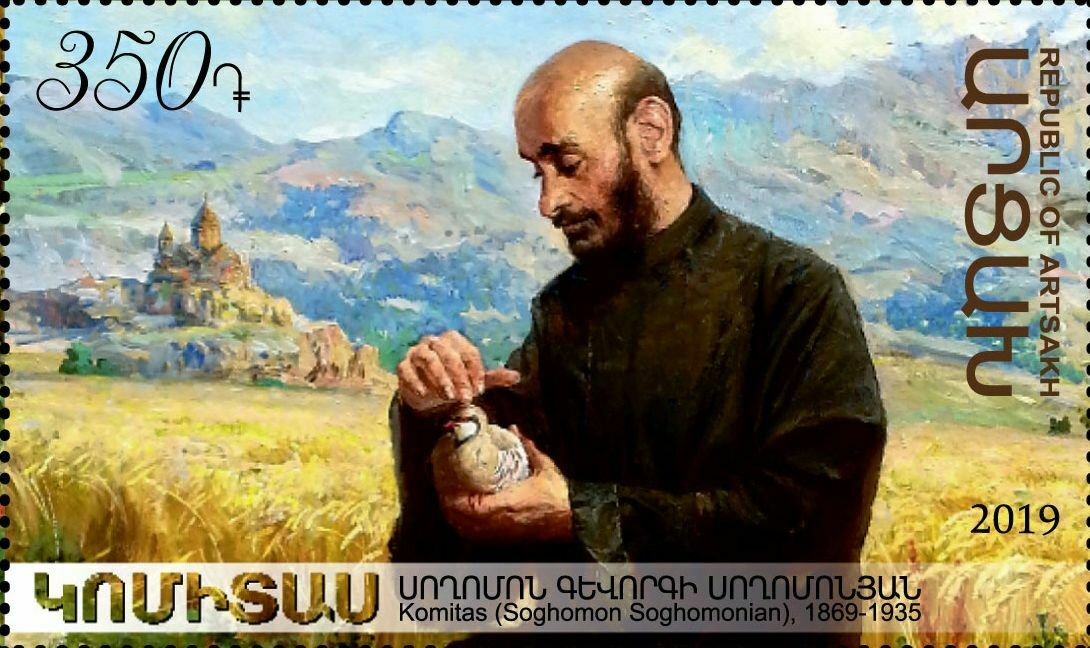
Почтовая марка непризнанной НКР (2019)
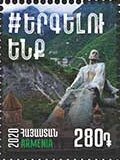
Памятник Комитасу на почтовой марке Армении, 2020